# Zootaxa
《Zootaxa》是一份以動物生物分類學家為對象的同行評審科学期刊，是一份公開的期刊，由位於紐西蘭最大城市奧克蘭的Magnolia Press發行。
本期刊的發行期數相當頻密，一週會發行多次。截至2012年12月，已有超過26,300個新的分類單元透過本期刊發表。本期刊同時有線上版本及印刷版本兩款。

## 參看
- ZooKeys
- Phytotaxa

## 外部連結
- 官方网站